# Scleronotus egensis
Scleronotus egensis là một loài bọ cánh cứng trong họ Cerambycidae.